# Perigramma repetita
Perigramma repetita là một loài bướm đêm trong họ Geometridae.